# Rebstein
Rebstein est une commune suisse du canton de Saint-Gall, située dans la circonscription électorale de Rheintal.

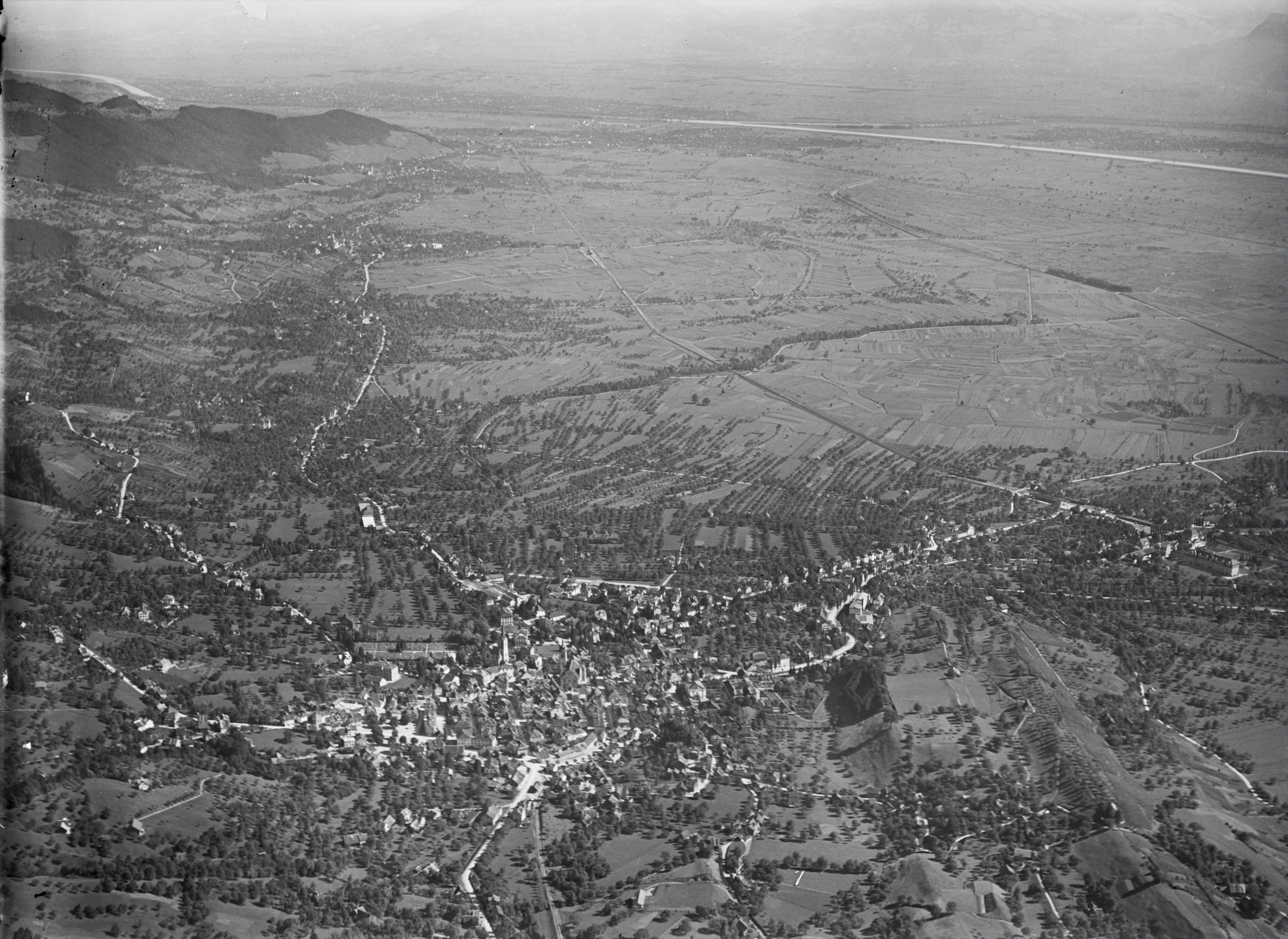
Vue aérienne par Walter Mittelholzer (1927).